# Постбоп
Постбоп (англ. post-bop) — жанр современного джаза, возникший и достигший своего пика в начале-середине 1960-х годов. По сути, это собирательный термин (во времена записи того, что принято называть постбоповыми альбомами, он не употреблялся), обозначающий новую ступень в эволюции бибопа — комбинирующую элементы бопа, хард-бопа, модального джаза, фри-джаза, но не относящуюся в полной мере ни к одному из этих направлений.
Ключевыми постбоп-записями принято считать «Mingus Ah Um» Чарльза Мингуса, «Impressions» Джона Колтрейна, «Miles Smiles» Майлза Дэвиса, «Out to Lunch!» Эрика Дольфи, «Speak No Evil» Уэйна Шортера, «Search of New Land» Ли Моргана.